# Teresa Portela (canoísta espanhola)
Teresa Portela (Cangas do Morrazo, 5 de maio de 1982) é uma canoísta espanhola, medalhista olímpica.

## Carreira
Portela conquistou a medalha de prata nos Jogos Olímpicos de Verão de 2020 em Tóquio na prova de K-1 200 m com o tempo de 38.883 segundos.